# Omar Eissa
Pour les articles homonymes, voir Eissa.
Omar Mohamed Eissa Eid (en arabe : عمر محمد عيسى عيد), né le 18 septembre 1996, est un nageur égyptien.

## Carrière
Aux Jeux africains de 2015 à Brazzaville, Omar Eissa est médaillé d'or du relais 4 x 100 mètres nage libre et médaillé d'argent du 50 mètres papillon, du 100 mètres papillon et du relais 4 x 100 mètres nage libre.